# Compsoctena similis
Compsoctena similis är en fjärilsart som beskrevs av Wolfgang Dierl 1970. Compsoctena similis ingår i släktet Compsoctena och familjen Eriocottidae. Inga underarter finns listade i Catalogue of Life.